# Танские
Танские (пол. Tański) — дворянский род.
Потомство Антона Танского, атамана Белоцерковского (1711), а затем Киевского (1712).
- Василий (?) Танский — малорусский писатель-комедиограф XVIII века, прапрадед Н. В. Гоголя.

## Описание герба
В красном поле повязка в кольцо.
Щит увенчан дворянскими шлемом и короной. Нашлемник: три страусовых пера, пронзённых стрелой. Намёт на щите красный, подложенный серебром.